# Dodgem

Posizione iniziale di Dodgem

Dodgem è un gioco astratto inventato nel 1972 da Colin Vout.
È un gioco a due giocatori giocato su una griglia {\displaystyle n\times n}. Ogni giocatore ha {\displaystyle n-1} pedine disposte su due bordi. Le pedine disposte a sud possono muoversi nelle celle libere solamente verso l'alto, a sinistra o a destra, mentre quelle poste ad ovest non possono muoversi in quella direzione. Una volta raggiunto il bordo opposto, le pedine possono lasciare la scacchiera.
Il gioco termina quando uno dei due giocatori riesce a portare tutte le sue pedine fuori dalla griglia o l'avversario non può più muovere le sue pedine.